# Wilhelm Ulrich (Gouverneur)
Wilhelm von Ulrich (* 1604; † 14. September 1661) war ein schwedischer Statthalter in Estland.

## Leben

### Herkunft
Wilhelm von Ulrich war der einzige überlebende Sohn des mutmaßlich aus Brandenburg an der Havel stammenden Johann Ulrich († 1642) der um 1600 in Kurland erscheint und 1624 ohne Introduzierung bei der Ritterschaft in den schwedischen Adel erhoben wurde. Seine Mutter war Anna Aldus (1573–1654), Tochter des kurländischen Superintendenten Martin Aldusz (Aldes).

### Werdegang
Ulrich studierte in Uppsala und Rostock. Er war Erbherr auf Rujel, Reichwald und Loal, sowie auf Toal, Rewold und Toykala, schließlich Laitz und Odenkotz. Am 9. März 1649 verkaufte er das zu Rewold gehörige Dorf Pextaküll. Von 1652 bis 1660, nach anderen Angaben wiederholt kommissarisch zwischen 1653 und 1659, war er Statthalter in Reval und Präsident des Burggerichts ebd. Er soll auch Assessor des Hofgerichts in Dorpat, später Vizepräsident ebd., sowie Vogt der Stadt Reval gewesen sein. Weiterhin war er estländischer Landrat. Er wurde am 7. Januar 1662 im Revaler Dom beigesetzt.

### Familie
Ulrich war zwei Mal verheiratet, zuerst 1634 in Reval mit Maria von Dellwig (1610–1649), woraus sechs Söhne und drei Töchter hervorgingen, aber lediglich drei Söhne und zwei Töchter den Vater überleben. Seine zweite Ehe schloss er 1658 mit Margareta von Lode († 1689).